# St. Joseph (Bamenohl)

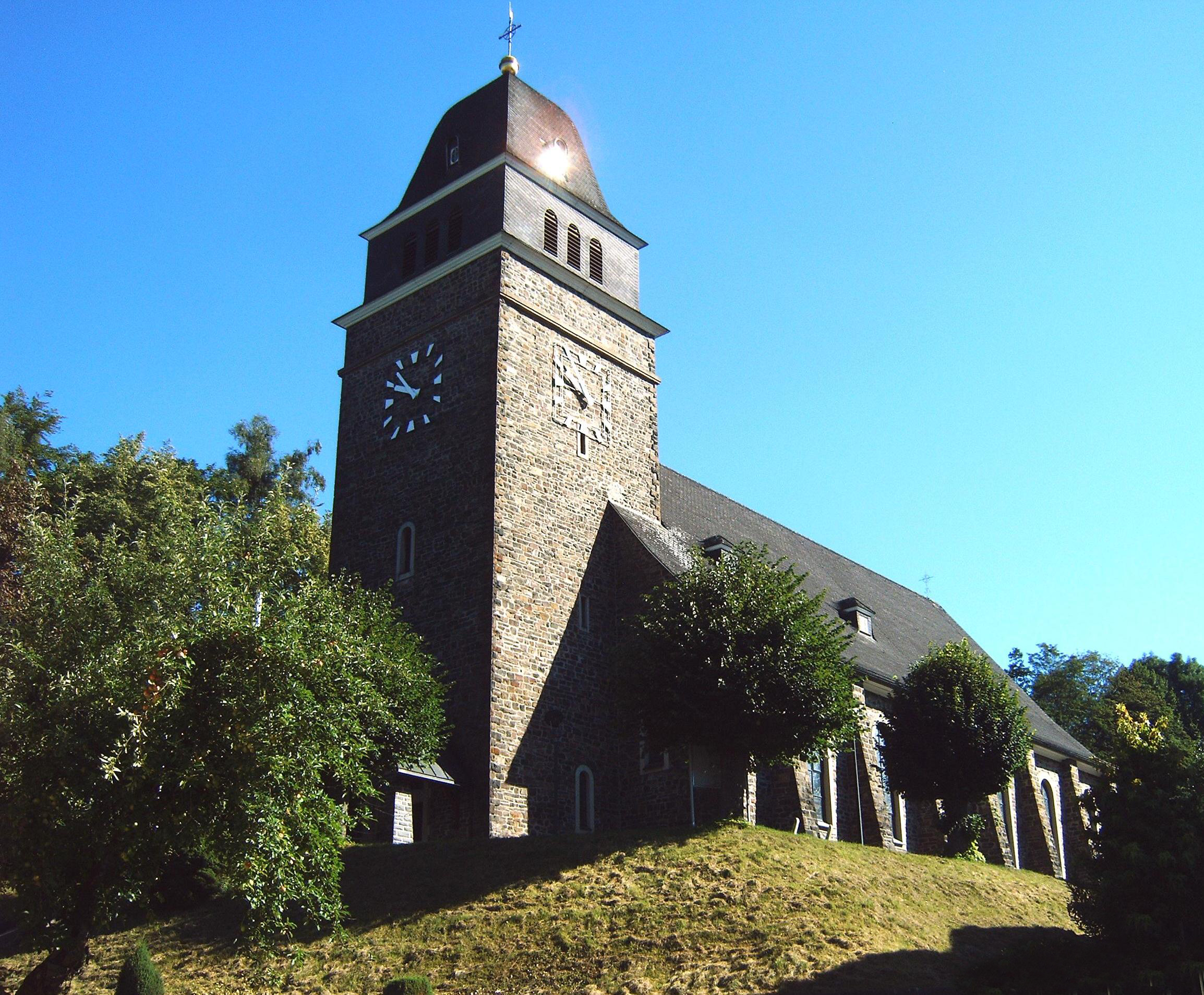
St. Joseph, Ansicht von Süden

Die Kirche St. Joseph ist ein katholisches Gotteshaus im Finnentroper Ortsteil Bamenohl. Sie ist Sitz der gleichnamigen Pfarrgemeinde im Pastoralverbund Bigge-Lenne-Tal.

## Geschichtliche Entwicklung
In der zweiten bekannten Urkunde Bamenohls wurde im Jahr 1362 von einer Kapelle gesprochen, welche zu Ober-Bamenohl gestanden haben soll. Nach dem letzten Erkenntnisstand der Forschung ist damit das heutige Hauses Bamenohl gemeint. Zum Haus Bamenohl gehörte bis in die 1930er Jahre eine Kapelle, die letzte war dem Hl. Albinus geweiht. Sie hatte bei einer Mauerstärke von ca. 80 cm nur einen Innenraum von ca. 7,60 × 5,60 m. Als Jahreszahl der Erbauung ist 1647 gesichert.
Die Mitglieder der heutigen Pfarrgemeinde Bamenohl-Weringhausen gehörten in den früheren Jahrhunderten zum Kirchspiel Schönholthausen. Nachdem der erste Geistliche, Vikar Zeppenfeld, am 12. Dezember 1901 offiziell in Bamenohl eingetroffen war, wurden die ersten hl. Messen in der zur Kirche umfunktionierten neuen Schützenhalle gefeiert. Diese Notlösung sollte allerdings insgesamt 25 Jahre bestehen. Ein Schützenfest wurde nicht mehr darin gefeiert. Sie wurde im Jahr 1927 wegen Baufälligkeit abgebrochen.
Im Laufe dieser 25 Jahre wurde die Bindung an Schönholthausen immer geringer und eine spätere Abpfarrung war angesichts der Bevölkerungszunahme des Ortes absehbar. Bereits am 24. Juni 1905 konnte der Bamenohler Seelsorger in ein neues Pfarrhaus einziehen. Das Geld für einen Kirchenneubau war noch nicht vorhanden. Die Zeit des Ersten Weltkrieges von 1914 bis 1918 konnte nicht zum Bau einer eigenen Kirche genutzt werden.
Mit dem Kirchenbau wurde im Spätsommer des Jahres 1923 begonnen. Die Grundsteinlegung wurde am 1. Sonntag im September 1923 vorgenommen. Erst am 5. Dezember 1926 konnte die jetzige Pfarrkirche feierlich benediziert werden. Die Konsekration erfolgte am 29. Juni 1928 durch Weihbischof Johannes Hillebrand.
Die Baupläne wurden vom Paderborner Diözesanbaumeister Kurt Matern angefertigt. Das Mauerwerk besteht aus Listertaler Bruchstein, ist außen unverputzt und wird durch Strebpfeiler statisch unterstützt. Das Dach ist mit Fredeburger Schiefer eingedeckt.

## Innenausbau und Ausstattung
Der Innenausbau wurde mehrfach im Laufe der Jahrzehnte umgestaltet und renoviert. Die anfänglich aus der Notkirche übernommenen Gegenstände wurden nach und nach durch zeitgemäßere ersetzt.

## Das Geläut
Die erste Glocke erhielt die Kirche im Jahr 1926 von der Firma Humpert aus Brilon als Leihglocke bis zum Kauf 1941. Sie wurde Ende 1949 an die Kirchengemeinde Mülhausen (Niederrhein) verkauft. Zuvor waren neue Gussstahlglocken beim Bochumer Verein angefertigt worden.
- Glocke 1: Christus König, Ton „es“

- Glocke 2: Maria, Ton „as“

- Glocke 3: Josef, Ton „f“

- Glocke 4: Engel, Ton „b“

## Die Uhr
Die Turmuhren wurden 1947 durch die Firma Bernhard Vortmann, Recklinghausen, geliefert und montiert. Sie erfuhren im Laufe der Zeit mehrere Renovierungen.

## Die Orgel
Die heutige Orgel fertigte und montierte 1949 die Firma Fritz Klingenhegel, Orgelbaumeister, Münster. Das Werk hat 24 Register und 1512 Pfeifen. 1977 wurde eine komplette Renovierung und Neugestaltung durch die Firma Speit in Rietberg durchgeführt.